# 攀援孔药花
攀援孔药花（学名：Amischotolype scandens）为鸭跖草科穿鞘花属的植物。分布于泰国、中南半岛以及中国大陆的云南等地，生长于海拔650米至1,100米的地区，多生在林中，目前尚未由人工引种栽培。
攀援孔药花莖細長，葉柄極短，花期4-6月，果實期8-11月。